# گورستان پیر کدویه
قبرستان پیر کدویه مربوط به دوره صفوی - دوره قاجار است و در شهرستان بوانات، بخش مرکزی، دهستان مزایجان، دو راهی روستای بادبر، جاده خاکی سمت راست واقع شده و این اثر در تاریخ ۱ مرداد ۱۳۸۶ با شمارهٔ ثبت ۱۹۲۹۶ به‌عنوان یکی از آثار ملی ایران به ثبت رسیده است.